# XP-48 (航空機)
XP-48
- 用途：戦闘機
- 製造者：ダグラス
- 運用者： アメリカ合衆国
- 生産数：0機（計画のみ）

ダグラス XP-48（英語：Douglas XP-48）は、1939年にアメリカ合衆国のダグラス社で設計された小型軽量の戦闘機である。アメリカ陸軍航空隊向けの単発レシプロ戦闘機として開発されていた。エンジンとして525馬力のレンジャー SGV-770 を使用する予定だったが、予定された性能に対する疑問や、エンジンの低出力・信頼性不足のため、試作機が製作される以前に契約は打ち切られてしまった。

## 諸元（計画値）
- 乗員： 1名
- 全長: 6.63m (21 ft 9 in)
- 全高: 2.74 m (9 ft)
- 翼幅: 9.75 m (32 ft 0 in)
- 翼面積: m2 (ft2)
- 空虚重量: kg (lb)
- 運用時重量: 1542 kg (3400 lb)
- 動力: レンジャー SGV-770 倒立V型12気筒 プロペラ, 392 kW （525 hp） × 1
- 武装: 12.7mm 機関銃 × 1、7.62mm 機関銃 × 1